# Urticaire aquagénique
 Mise en garde médicale
L'urticaire aquagénique, encore appelée urticaire à l'eau est une forme rare d'urticaire physique. Elle est parfois classée dans les allergies bien qu'il ne s'agisse pas d'une réaction allergique par libération d'histamine comme dans les autres formes d'urticaire. Cette forme d'urticaire a été décrite pour la première fois en 1964 et ne doit pas être confondue avec le prurit aquagénique dans lequel ne s'observe pas de lésion cutanée apparente.
Chez les personnes atteintes, le contact de l'eau sur la peau provoque l'apparition de lésions urticariennes au bout de 15 minutes. La durée de l'éruption peut atteindre deux heures.